# Škola ljudskih odnosa
Škola ljudskih odnosa se odnosi na istraživanja u području razvitka organizacija koja se bave proučavanjem ljudske prirode u skupinama, posebno u skupinama na radnom mjestu. Škola potječe iz Hawthornske studije iz 1930-ih godina. Studijom Hawthorne Worksa (tvrdke Western Electrica izvan Chicaga) ispitivali su utjecaje socijalnih međuodnosa, motivacije i zadovoljstva radnika na proizvodnost tvrtke. Škola je gledala na radnika kroz prizmu psihologije i kompatibilnosti s tvrtkama što je rezultiralo stvaranjem discipline upravljanja ljudskim resursima.

## Mayov rad
Elton Mayo u svom je radu istakao sljedeće:
- 1.Prirodne skupine u kojima socijalni aspekti uzimaju prednost nad funkcionalnom organizacijskom strukturom.
- 2.Komunikacija "prema gore" u kojoj je komunikacija dvosmjerna, od radnika do čelnika, kao i obratno.
- 3.Kohezija i dobro vodstvo potrebni su da bi iskomunicirali ciljeve i osigurali učinkovitosr i koherentnost u donošenju odluka.

Odluka mnogih poduzeća postala je briga za poboljšanje radnih i interpersonalnih vještina zaposlenika. Učenje tih vještina od strane zaposlenika naziva se "mekom vještinom" treninga. Poduzeća moraju trenirati svoje zaposlenike za moći uspješno komunicirati i prenijeti informaciju, biti u mogućnosti interpretirati tuđe emocije, biti otvoreni prema tuđim osjećajima te biti u mogućnosti riješiti sukobe i pronaći rješenja. Stjecanjem ovih vještina, zaposlenici, rukovoditelji i kupci mogu stvoriti ugodnije i kompatibilnije odnose.

## Vanjske poveznice
- Ekonomski fakultet u Zagrebu, Katedra za organizaciju i menadžment